# Лесной сурок
Лесно́й суро́к (лат. Marmota monax) — североамериканский грызун рода сурков, семейства беличьих. В отличие от большинства других видов сурков, как, например, желтобрюхий и седой сурок, которые обитают в горной местности, лесной сурок предпочитает равнинные территории.

## Внешний вид
Это некрупный сурок: длина тела взрослой особи 41,8—66,5 см, масса — 3—5 кг. Самцы несколько крупнее самок. Телосложение плотное, с относительно короткими, но мощными лапами, приспособленными для рытья. Конечности пятипалые, на передних конечностях первый палец рудиментарный. Хвост относительно короткий, 20—25 % от длины тела (10—15 см), уплощённый, пушистый, покрытый чёрными или тёмно-бурыми волосами. Уши небольшие, округлые. Щёчные мешки рудиментарны. Мех грубоватый, с густым сероватым подшёрстком. Окрас преимущественно рыжеватый или красновато-коричневый, с налётом седины из-за светлых кончиков остевых волос. Голова и щёки лишены белых отметин; около носа белое пятно. Нижняя часть тела более светлая. Стопы чёрные, черновато-бурые или (у подвида M. m. ochracea) розовато-коричневые. Молодые сурки имеют более тёмный окрас. Встречаются особи альбиносы и меланисты. Линька у лесных сурков происходит раз в год, с конца мая по август.
У самок 4 пары сосков, а не 5 пар, как у других видов сурков. В углах рта находятся щёчные (видоизменённые потовые железы) железы, выделяющие пахучий секрет, с помощью которого сурки обоих полов ставят метки; имеются также 3 анальные железы. Зубная формула: 22 = {\displaystyle I{1 \over 1}C{0 \over 0}P{2 \over 1}M{3 \over 3}}. Резцы у сурков растут на протяжении всей жизни, что в случае их плохого стачивания может привести к неправильному прикусу и голоданию.

## Распространение
Несмотря на своё русское название, лесной сурок обитает в основном на открытых равнинных территориях и на окраинах леса, нежели в лесах.
Лесной сурок — самый широко распространённый вид американских сурков. Большая часть его ареала приходится на северо-восточные и центральные штаты США. Он встречается от центральной Аляски до Большого Невольничьего озера, южного побережья Гудзонова залива и вдоль течения реки Черчилл (Квебек). Подвид Marmota monax ignava встречается в восточной части полуострова Лабрадор. В восточной части Северной Америки ареал простирается от Новой Шотландии на юг до штатов Джорджия, Алабама, северо-западной части Луизианы и Арканзаса; от Атлантического побережья до Великих Равнин (восточная часть Оклахомы). На западе ареал вдоль Скалистых гор доходит до северной части штата Айдахо. В целом, ареал лесного сурка занимает более 2 500 000 км2.

## Образ жизни
В пределах своего ареала лесной сурок селится в низменных лесо-полевых экотонах, предпочитая занимать лесистые местности для спячки и открытые — для кормёжки и размножения. Вырубка лесов и окультуривание земель в целом идёт этому виду на пользу, поскольку сурки часто селятся на обрабатываемых землях, перемежающихся с травянистыми пастбищами и небольшими участками леса или древесных посадок. Встречаются на сухих, супесчаных и лёгких суглинистых почвах в осветлённых лесах, на лесных полянах и опушках, в зарослях кустарников и зелёных насаждений, по берегам водоёмов, в заросших оврагах, на пастбищах, неподалёку от сельскохозяйственных полей. Обнаруживаются в лесах различного типа, включая хвойные. В отличие от других североамериканских видов, лесной сурок не селится на возвышенных участках.
Эти звери редко удаляются на большое расстояние от укрытий. Норы, особенно зимовочные, устраивают на хорошо дренированных участках, прогреваемых солнцем. Зимние норы устраиваются в лесистых местностях, часто на склонах холмов; летние норы обычно располагаются на открытых, равнинных участках, в том числе на полях. Среднее количество земли, выбрасываемой на поверхность при рытье норы, равняется 325 кг или 1 м3. Норы лесного сурка имеют от 1 до 11 выходов; основной вход, как правило, легко заметен благодаря выброшенным на поверхность земле и камням. Боковые входы меньше диаметром и лучше замаскированы; могут выглядеть как почти вертикальные ходы, соединённые с основным туннелем. В постоянной норе сурка туннели ведут к гнездовой камере (до 45 см в диаметре), выстланной сухими листьями и травой, которая обычно расположена на глубине 0,9—1,8 м. Имеются также специальные камеры-уборные. Общая длина туннелей может достигать 15 м. На занимаемой взрослым сурком территории может быть до 8 нор. Участки обитания у лесного сурка, как правило, невелики, площадью менее 2 гектаров; участки оседлых самцов часто охватывают места зимней спячки 1—3 взрослых самок, но не пересекаются с участками других самцов.

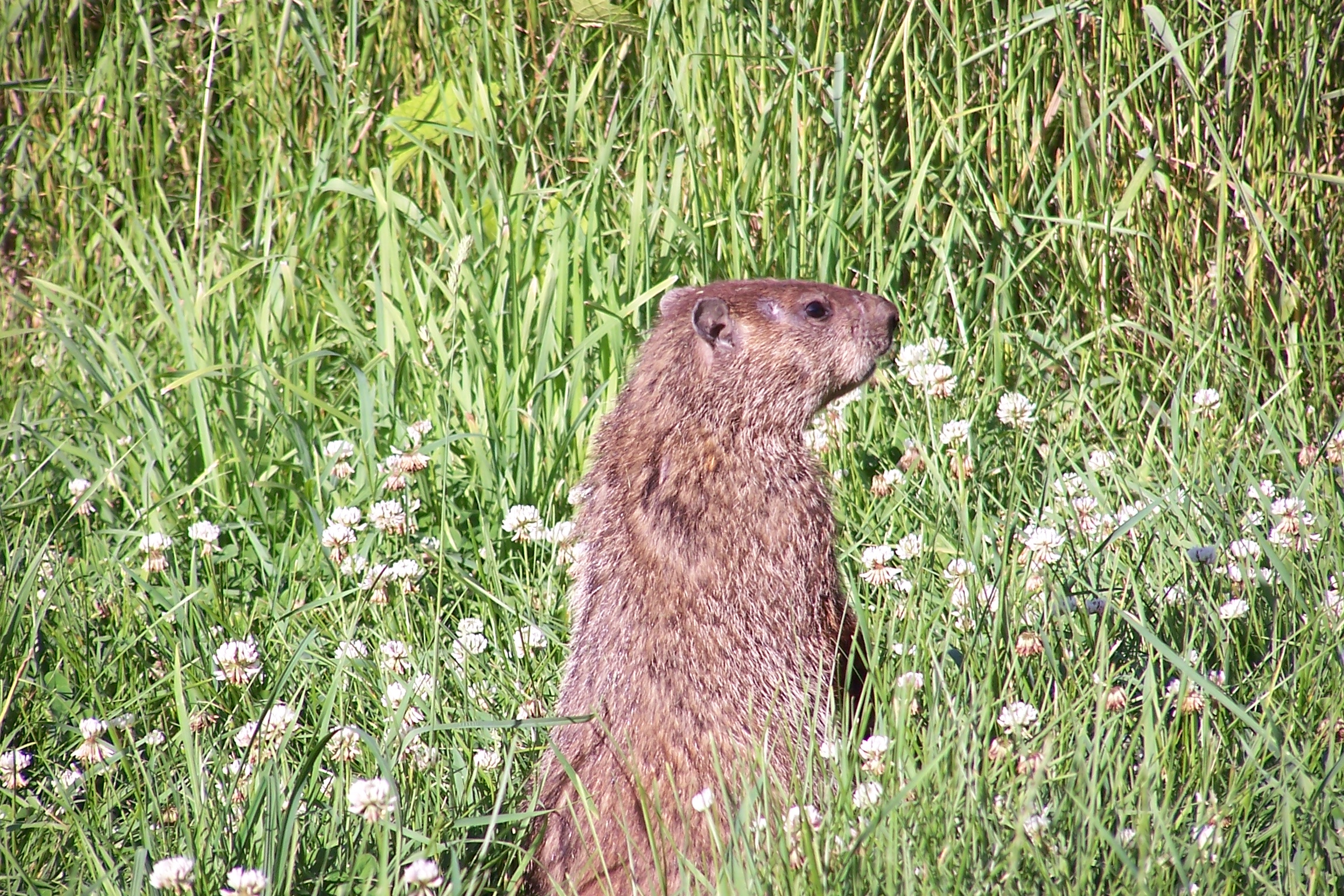
Лесной сурок, стоящий столбиком

Лесные сурки ведут одиночный территориальный образ жизни; встречаются парами и группами только в период размножения. Очень редко одну нору занимает пара самец-самка. Из всех видов сурков лесные сурки ведут себя наиболее агрессивно по отношению к сородичам, в том числе половозрелые самки — по отношению к другим самкам. Взрослые особи, как правило, ведут оседлый образ жизни, хотя по необходимости могут менять кормовые участки; молодые самцы обычно кочуют с места на место. Сурки, живущие на смежных участках, устанавливают между собой иерархию доминирования.
Активны сурки преимущественно днём, хотя могут наблюдаться в сумерках и даже ночью. Ранней весной и осенью перед спячкой основной пик их активности приходится на полдень; летом пики активности смещаются на утро и конец дня.
Для коммуникации сурки обычно используют характерный пронзительный свист, слышимый на расстоянии 200—300 м. Реже издают приглушённый лай; во время драк с сородичами визжат. Находясь на поверхности, часто принимают позу столбиком; подобное поведение наблюдается у молодых сурков, начиная с 37-го дня жизни. При угрозе прячутся в ближайшую нору; обычно передвигаются со скоростью не более 3 км/ч, но при опасности могут развивать скорость до 16 км/ч. При невозможности спастись бегством сурки агрессивно защищаются при помощи зубов и передних когтей. Могут забираться на деревья, спасаясь от преследователей. К хищникам лесных сурков относятся волки, пумы, рыжие рыси, медведи, куньи, а также крупные хищные птицы и змеи, которые обычно нападают на молодняк в норах. Однако в большинстве сельскохозяйственных районов, благоприятных для обитания лесных сурков, крупные хищники редки, поэтому основными их врагами являются лисы, койоты и собаки.
Норы лесных сурков дают приют многим видам зверей, змей и птиц. Их пустующие норы занимают речные выдры, бурундуки, серые полёвки, бурозубки, домовые мыши, полутушканчики и белоногие хомячки. Кролики, опоссумы, еноты и скунсы могут зимовать в одной норе со спящими сурками. Их норы также раскапываются и занимаются лисами.

### Питание
Питается лесной сурок вегетативными частями растений. Кормёжка, как правило, происходит на земле, хотя в поисках пищи лесные сурки могут забираться на деревья или, при необходимости, переплывать водоёмы. В рацион лесного сурка входят листья, цветковые растения (подорожник, одуванчик), разнотравье, зерновые культуры. Состав рациона меняется в зависимости от сезонной и локальной доступности пищи и индивидуальных предпочтений. Изредка сурки поедают улиток, жуков,кузнечиков. Ранней весной, когда зелёная растительность редка, сурки могут питаться корой, почками и побегами, в том числе плодовых деревьев и кустарников (яблоня, кизил, черёмуха, персик, шелковица красная). Поскольку предпочитаемой пищей сурков являются люцерна и клевер, сурки часты на засеянных ими полях. Поедают также огородные культуры (горох, бобы). В неволе отдают предпочтение дикому латуку, клеверу, мятлику и доннику. В день взрослый сурок потребляет до 0,67 кг пищи, хотя обычно её количество не превышает 250 г в день. Воду лесной сурок получает преимущественно из поедаемой растительности или из утренней росы. Запасов кормов лесные сурки не делают.

## Жизненный цикл
К осени сурки сильно отъедаются, накапливая жир. Многие особи в высоких широтах уже в середине августа малоактивны, в других местностях выходят из нор и после наступления морозов; особенно активными до выпадения снега молодые самцы. Для спячки сурки переселяются в лесистые местности, на каменистые склоны, иногда зимуют в стогах. Спячка лесных сурков не такая глубокая, как у других видов сурков — 4—10 дней спячки прерываются 1—5 днями бодрствования, хотя периоды сна постепенно удлиняются. Во время оттепелей сурки также могут кратковременно просыпаться. Обычно спячка продолжается с октября по март-апрель; тёплыми зимами на юге своего ареала сурки пробуждаются уже в начале февраля. Во время спячки у сурков подавляются метаболические процессы: число сердцебиений падает со 100 до 10—15 ударов/минуту, температура тела уменьшается до 8 ˚С, частота дыхания также заметно снижается.
Самцы выходят из спячки первыми, иногда ещё в феврале. С начала марта до конца апреля самцы кочуют в поисках самок, вступая в стычки друг с другом, либо защищают от конкурентов свои участки обитания. Вероятно, самец спаривается с несколькими самками, которые входят в эструс сразу по пробуждении. В некоторых частях ареала (Огайо) создавшаяся пара остаётся в общей норе на протяжении всей беременности самки. Беременность длится 31—32 дня. Самка приносит в среднем 4 (2—7) детёнышей 1 раз в год; роды происходят в выводковой норе. В размножении ежегодно участвуют около 70—80 % взрослых самок. Детёныши родятся в апреле — мае, голыми, глухими и слепыми. Новорождённый сурок весит 26—27 г при длине тела около 10 см. В течение первой недели его кожа приобретает пигментную окраску; на второй неделе на теле появляется короткая чёрная шерсть; глаза открываются на 26—28-й день, тогда же детёныши начинают переходить на твёрдую пищу. Волосяной покров к месячному возрасту уже хорошо развит. Молочное вскармливание продолжается до 44 дней. Самцы в заботе о потомстве участия не принимают. К 6—7 неделе молодые сурки начинают расселяться; первоначально они роют временные норы неподалёку от выводковой норы, но с течением времени удаляются от неё на всё большее расстояние. Половое созревание у сурков наступает после первой спячки.
В природе лесные сурки живут по 4—6 лет; максимальный известный возраст в неволе — 14 лет, хотя обычно они не доживают до 10 лет.
Лесные сурки восприимчивы к атеросклерозу, фибромам, гепатитам, гепатомам, туляремии, пятнистой лихорадке Скалистых гор, бешенству и различным бактериальным инфекциям; на них паразитируют разнообразные экзо- и эндопаразиты (блохи, клещи, нематоды).

## Статус популяции
Лесной сурок не относится к числу охраняемых видов. В списке Международной Красной книги данный вид имеет статус LC (Least concern, вид минимального риска). Плотность локальных популяций сильно варьируется — от 0,1 особи/га (Квебек) до 3,3 особей/га (Огайо).
Антропогенное освоение земель (распашка, сведение лесов) преимущественно идёт данному животному на пользу, поскольку увеличивает площадь земель, пригодных для его обитания, и кормовую базу (за счёт культурных растений). Вероятно, в настоящее время численность вида выше, чем была до европейской колонизации Северной Америки. Лесные сурки наносят некоторый вред садам и полевым культурам, а также при высокой численности — ландшафтам. В то же время активно рыхля и удобряя своими фекалиями почву, сурки способствуют её аэрации, водопроницаемости и повышению плодородия. Являются одним из обычных объектов спортивной охоты, однако высокая скорость воспроизводства позволяет популяции быстро восстанавливать убыль. Мясо лесных сурков съедобно, также используется мех (ограничено). Молодые сурки хорошо приживаются в неволе, однако пойманные половозрелые особи агрессивны.
Лесные сурки используются как биомедицинская модель при изучении ожирения, новообразований (в частности злокачественных гепатом), сердечно-сосудистых, цереброваскулярных и иных заболеваний.

## Лесной сурок в культуре
Традиционно 2 февраля в США и Канаде празднуют День Сурка (англ. Groundhog Day). Несмотря на устоявшееся в русском языке название праздника, именно лесной сурок является участником данного праздника (дословный перевод звучит как «день лесного сурка»). Считается, что по поведению сурка, вылезшего из норы, можно предсказать близость наступления весны.

## Классификация
Известно 9 подвидов лесного сурка:
- Marmota monax bunkeri Black, 1935 (Канзас)
- Marmota monax canadensis Erxleben, 1777
- Marmota monax ignava Bangs, 1899
- Marmota monax johnsoni Anderson, 1943 (Квебек)
- Marmota monax monax (Linnaeus, 1758)
- Marmota monax ochracea Swarth, 1911
- Marmota monax petrensis Howell, 1915 (Британская Колумбия)
- Marmota monax preblorum Howell, 1914 (Массачусетс)
- Marmota monax rufescens Howell, 1914 (Миннесота)